# Арсан (Горња Саона)
Арсан (фр. Arsans) насеље је и општина у источној Француској у региону Франш-Конте, у департману Горња Саона која припада префектури Везул.
По подацима из 2011. године у општини је живело 45 становника, а густина насељености је износила 18,15 становника/km². Општина се простире на површини од 2,48 km². Налази се на средњој надморској висини од 240 метара (максималној 247 m, а минималној 207 m).

## Демографија
| 1962. | 1968. | 1975. | 1982. | 1990. | 1999. | 2011. |
| ----- | ----- | ----- | ----- | ----- | ----- | ----- |
| 35    | 36    | 32    | 44    | 53    | 46    | 45    |

График промене броја становника у току последњих година